# Wychuchol pirenejski
Wychuchol pirenejski, chochoł pirenejski, desman pirenejski (Galemys pyrenaicus) – gatunek ziemnowodnego ssaka z rodziny kretowatych (Talpidae). Występuje na Półwyspie Iberyjskim i w Pirenejach. Jest zagrożony wyginięciem. 

## Systematyka
Takson po raz pierwszy opisany przez É. Geoffroy Saint-Hilaire'a w 1811 roku pod nazwą Mygale pyrenaica. Jako miejsce typowe autor wskazał góry w pobliżu Tarbes (Pireneje Wysokie) we Francji. Jedyny przedstawiciel rodzaju wychuchol (Galemys) utworzonego przez J.J. Kaupa w 1829 roku. W obrębie gatunku wyodrębniane są dwa podgatunki:
- Galemys pyrenaicus pyrenaicus E. Geoffroy St. Hilaire, 1811,
- Galemys pyrenaicus rufulus Graells, 1897.

### Nazewnictwo
Nazwa rodzajowa jest połączeniem słów z języka greckiego: γαλή gale – „łasica” oraz μυς mys – „mysz”. Epitet gatunkowy pochodzi od łacińskiego słowa Pyrenaicus – „pirenejski, z Pirenejów”.

## Kariotyp
Kariotyp wychuchola pirenejskiego tworzy 21 par (2n=42) chromosomów (FN = 68).

## Charakterystyka
Długość głowy i tułowia to 11–16 cm, ogona 12–16 cm. Masa ciała 35–80 g. Ma bardzo ruchliwy ryjek i małe oczy. Przednie łapy małe, tylne duże wyposażone w błonę pławną. Potrafi zamykać otwory nosowe i uszne przy pomocy fałdów skórnych, żeby nie wlewała się do nich woda podczas pływania i nurkowania. Dzięki temu posiadają również zdolność echolokacji. Strona grzbietowa pokryta błyszczącym, ciemnobrązowym futerkiem, strona brzuszna srebrzystoszara. Brak owłosienia na nosie i ogonie. Nos wyposażony we włosy czuciowe wykorzystywane do wyczuwania ofiar podczas grzebania w mule. Na dolnej stronie ogona gruczoły zapachowe.

## Występowanie
Zasiedla potoki górskie i zbiorniki wody stojącej w Pirenejach oraz północnych rejonach Hiszpanii i Portugalii, na wysokościach od 300 do 2700 m n.p.m. Występuje na obszarach, na których roczna suma opadów wynosi więcej niż 1000 mm, w związku z czym postępujące zmiany klimatu mogę doprowadzić do jego wymarcia. Siedliska tego gatunku są obecnie zagrożone przez budowę elektrowni wodnych. Introdukcja norki amerykańskiej oraz wydry europejskiej wpłynęła negatywnie na liczebność populacji z uwagi na to, że wychuchol wchodzi w skład ich diety.

## Ekologia i zachowanie
Jest nocnym drapieżnikiem wodnym, zwinnie pływa, nory kopie na brzegu. Wydaje wysoki, furkoczący dźwięk. Wychuchole pirenejskie mogą żyć co najmniej 3,5 roku. Żywią się drobnymi bezkręgowcami (ślimakami, krewetkami). Samica rodzi do 3 miotów w roku, po 3–4 młode w miocie. Ciąża trwa około 30 dni.